# Kismet (Kansas)
Kismet – miasto w Stanach Zjednoczonych, w stanie Kansas, w hrabstwie Seward.